# Superfund Bulls Kapfenberg
Maillots
Les Superfund Bulls Kapfenberg sont un club autrichien de basket-ball appartenant à la A Bundesliga, soit le plus haut niveau du championnat autrichien. Le club est basé dans la ville de Kapfenberg.

## Noms successifs
- Depuis 2003 : Superfund Bulls
- 2001-2003 : Montan
- Avant 2001 : Goldene Seiten

## Palmarès
- Champion d'Autriche : 2001, 2002, 2003, 2004, 2017, 2018, 2019
- Vainqueur de la Coupe d'Autriche : 2007, 2014, 2017, 2018, 2019
- Vainqueur de la Supercoupe d'Autriche : 2002, 2003, 2014, 2017, 2018, 2019, 2020

## Entraîneurs successifs
- Depuis ? :  Michael Schrittwieser